# シンボリクリエンス
シンボリクリエンスは日本の競走馬。父は多数の障害競走の名馬を輩出したモガミ。母はスイートスワニー。1992年春秋の中山大障害を連覇し、2年連続でJRA賞最優秀障害馬に選出された。

## 競走馬時代

### デビュー - 1990年
平地デビューは1988年1月6日、中山競馬場の4歳新馬ダート1800m。ここを1番人気に応えて快勝すると、その後は芝やダートの中長距離戦を中心に出走し、3勝を挙げる。しかし900万クラスで好走しながらもやや頭打ちとなり、6歳からは障害競走に転じた。
1990年3月の障害初戦は1番人気に推されながらも落馬競走中止の結果に終わるが、2戦目で3着と健闘すると3戦目では2着馬に6秒差をつける大楽勝で障害初勝利を挙げ、400万クラスでも連勝を決めてオープン入りする。オープンでの2戦は共に5着に終わり、その後は脚部に軽い不安が出たため、放牧に出される。

### 1991年
半年ぶりの出走となった1月の障害オープンで昇級後3戦目にして初連対すると、次走の東京障害特別（春）では斤量差が6kgあったとはいえ前年の中山大障害（秋）の勝ち馬ワカタイショウに3馬身半差をつけて優勝する。その後中京障害ステークス（阪神障害ステークス（春）の代替開催）を経て中山大障害（春）に臨むが、道中2番手から逃げるシンコウアンクレーを捕らえきれずに2着となった。
夏を休養にあてた後、9月に復帰戦のオープン競走に勝ち、東京障害特別（秋）に1番人気で出走。スタート直後は後方に位置し、道中徐々にポジションを上げ直線入口で先頭に立つが、ここでソラを使い始めたため内のメジログッテン、外からパンフレットに迫られたが、メジログッテンをハナ差凌いで春秋連覇を達成した。しかし1番人気で迎えた中山大障害（秋）では直線入口で並びかけたシンボリモントルーに再び突き放されて2着に終わった。中山大障害に優勝することはできなかったが、1年を通した成績が評価され最優秀障害馬に選出される。

### 1992年以降
オープン競走2着の後、2月に東京障害特別3連覇を目指して東京障害特別（春）に出走するが、スタンド前連続障害で転倒したユーワラムジェットに接触。後方のまま6着に敗れ、続く阪神障害ステークス（春）でも見せ場なく9着に敗れた。
そして迎えた中山大障害（春）。8頭立てで行われ、シンボリクリエンスは近走の不振もあって1番人気のシンボリモントルー、2番人気のワカタイショウの2頭の中山大障害優勝経験馬に次ぐ3番人気に推されていた。レースはスタートからディビーグローが離して逃げる展開。シンボリクリエンスは中団で追走する。しかしこのレース最大の難関、1.6mの大竹柵障害でワカタイショウ、パンフレット、スピードキャスターが次々と落馬。更に転倒したスピードキャスターに乗り上げたオンワードネバダまで落馬したためこの時点でわずか4頭によるレースに変わる。相変わらず逃げるディビーグローだが大生垣障害を越えたあたりでシンボリクリエンスがこれを捉え、あとはひたすら独走。2着入線のシンボリモントルーはカラ馬のパンフレットにすら追い越され、シンボリクリエンスとの差は8.6秒。実に50馬身近い圧勝劇であった。
シンボリクリエンスはこの年の暮れの中山大障害（秋）もクリスタルアスターとの叩き合いを制して優勝し、見事春秋連覇を達成。2年連続で最優秀障害馬となった。
翌1993年は中山大障害3連覇を目指して中山大障害（春）に直行するが5着に敗れ、これが現役最後のレースとなった。

## 引退後
引退後は馬事公苑で競技馬として生活した後、福島県内の農業高校に移動しクリエンスグレーの名で福島県高校総体馬術競技の一部門で優勝するなど活躍した。2011年東日本大震災で同高校が被災し県内の別の農業高校に避難したが、翌年両校の資金難から処分されたという情報があり、以後生存が確認されていない。

## 競走成績
以下の内容は、netkeiba.com、JBISサーチに基づく。
| 年月日     | 競馬場 | 競走名             | 格   | 距離（馬場）  | 頭 数 | 枠 番 | 馬 番 | オッズ（人気） | 着順 | タイム （上り3F/4F） | 着差 | 騎手     | 斤量 （kg） | 勝ち馬/（2着馬         |
| ---------- | ------ | ------------------ | ---- | ------------- | ----- | ----- | ----- | -------------- | ---- | -------------------- | ---- | -------- | ----------- | ---------------------- |
| 1988.01.06 | 中山   | 4歳新馬            |      | ダ1800m（不） | 16    | 6     | 12    | 02.3（1人）    | 1着  | 1:54.0 (37.6)        | -0.5 | 東信二   | 55          | （ボンドカー）         |
| 0000.01.24 | 中山   | 白梅賞             | 400  | ダ1800m（良） | 14    | 8     | 13    | 04.0（2人）    | 3着  | 1:54.2 (39.4)        | -1.4 | 東信二   | 55          | クオリティボーイ       |
| 0000.02.13 | 東京   | 4歳400万下         |      | ダ1700m（良） | 8     | 3     | 3     | 01.5（1人）    | 7着  | 1:49.4 (54.2)        | -1.9 | 東信二   | 55          | プリンスルーパス       |
| 0000.05.07 | 東京   | 4歳400万下         |      | 芝2400m（良） | 10    | 3     | 3     | 03.9（2人）    | 3着  | 2:29.8 (49.7)        | -0.3 | 東信二   | 55          | トウショウスパイク     |
| 0000.05.22 | 東京   | 4歳400万下         |      | ダ1600m（良） | 11    | 8     | 11    | 04.8（2人）    | 8着  | 1:41.3 (52.4)        | -1.9 | 東信二   | 55          | チョウカイザン         |
| 0000.06.11 | 東京   | あじさい賞         | 400  | 芝2400m（良） | 13    | 2     | 2     | 09.5（5人）    | 2着  | 2:29.4 (48.7)        | -0.1 | 柴田善臣 | 55          | タカラフラッシュ       |
| 0000.07.09 | 福島   | ほおずき賞         | 400  | 芝2400m（稍） | 11    | 2     | 2     | 02.2（1人）    | 1着  | 2:29.4 (37.6)        | -0.1 | 蛯沢誠治 | 55          | （ヘイアンカイザー）   |
| 0000.12.18 | 中山   | 4歳上900万下       |      | 芝2500m（良） | 11    | 6     | 7     | 14.5（5人）    | 6着  | 2:36.9 (36.2)        | -0.5 | 小島太   | 55          | スマイルオンユー       |
| 1989.01.05 | 中山   | 成田特別           | 900  | ダ2400m（良） | 9     | 7     | 7     | 05.1（3人）    | 5着  | 2:37.3 (41.7)        | -1.3 | 小島太   | 56          | フォスターヒーロー     |
| 0000.01.29 | 東京   | 銀蹄賞             | 900  | ダ2100m（良） | 9     | 3     | 3     | 10.6（6人）    | 8着  | 2:15.1 (53.1)        | -1.4 | 東信二   | 54          | ビンゴスナイパー       |
| 0000.02.25 | 中山   | 筑波山特別         | 900  | 芝2500m（良） | 12    | 8     | 11    | 16.7（8人）    | 12着 | 2:41.5 (39.6)        | -2.7 | 小島太   | 54          | ベルクラウン           |
| 0000.03.18 | 中京   | 関ケ原特別         | 900  | 芝2500m（良） | 15    | 6     | 10    | 10.4（6人）    | 7着  | 2:35.2 (37.8)        | -0.7 | 木藤隆行 | 54          | トキノタカイ           |
| 0000.03.26 | 中京   | 中京スポーツ杯     | 900  | 芝1800m（良） | 16    | 4     | 7     | 10.5（5人）    | 1着  | 1:49.3 (35.7)        | -0.0 | 木藤隆行 | 54          | （ミントダッシュ）     |
| 0000.04.15 | 中山   | サンシャインS      | 1400 | 芝2500m（良） | 9     | 3     | 3     | 15.3（7人）    | 9着  | 2:37.4 (37.5)        | -1.8 | 東信二   | 53          | コウチテンペスト       |
| 0000.05.28 | 東京   | むらさき賞         | 1400 | 芝1800m（良） | 12    | 5     | 5     | 32.9（10人）   | 10着 | 1:49.8 (48.3)        | -0.8 | 木藤隆行 | 53          | ケイシュウウイング     |
| 0000.09.16 | 中山   | 4歳上400万下       |      | 芝2200m（良） | 6     | 4     | 4     | 14.7（6人）    | 6着  | 2:16.0 (36.5)        | -0.6 | 中舘英二 | 57          | ヘイアンカイザー       |
| 0000.10.01 | 福島   | 福島中央テレビ杯   | 900  | 芝1800m（良） | 12    | 2     | 2     | 06.8（2人）    | 6着  | 1:47.8 (36.3)        | -0.3 | 吉沢宗一 | 55          | モガミサイババ         |
| 0000.10.15 | 福島   | 飯坂特別           | 900  | 芝2000m（良） | 8     | 7     | 7     | 04.4（2人）    | 4着  | 2:03.7 (37.3)        | -0.7 | 増沢末夫 | 57          | ガスティーホース       |
| 0000.11.04 | 福島   | みちのく特別       | 900  | 芝2600m（良） | 7     | 2     | 2     | 05.3（3人）    | 2着  | 2:43.9 (37.5)        | -0.1 | 吉沢宗一 | 57          | アサカペガサス         |
| 0000.11.18 | 福島   | 磐梯山特別         | 900  | 芝2000m（良） | 13    | 8     | 13    | 09.5（5人）    | 5着  | 2:04.9 (37.2)        | -0.6 | 小島太   | 56          | ラケットボール         |
| 1990.03.10 | 中山   | 障害5歳上未勝利    |      | 障2700m（良） | 10    | 4     | 4     | 01.9（1人）    |      | 競走中止             |      | 成田均   | 59          | コウチミノブ           |
| 0000.04.08 | 中山   | 障害5歳上未勝利    |      | 障2700m（良） | 11    | 3     | 3     | 03.7（2人）    | 3着  | 3:05.5               | -0.5 | 成田均   | 59          | サボールランチャー     |
| 0000.04.21 | 東京   | 障害5歳上未勝利    |      | 障3100m（不） | 10    | 3     | 3     | 02.1（1人）    | 1着  | 3:37.3               | -6.0 | 成田均   | 59          | （エイコウバサラ）     |
| 0000.05.13 | 東京   | 障害5歳上400万下   |      | 障3300m（良） | 9     | 8     | 8     | 05.1（1人）    | 1着  | 3:40.9               | -0.0 | 成田均   | 59          | （コックロビン）       |
| 0000.06.03 | 東京   | 障害4歳上オープン  |      | 障3300m（良） | 9     | 8     | 8     | 04.5（2人）    | 5着  | 3:40.6               | -2.3 | 成田均   | 59          | メジロマスキット       |
| 0000.07.21 | 新潟   | 新潟障害S          | 障OP | 障2800m（良） | 7     | 1     | 1     | 07.4（5人）    | 5着  | 3:07.9               | -3.4 | 成田均   | 59          | シンボリビアスカ       |
| 1991.01.15 | 中山   | 障害5歳上オープン  |      | 障3200m（良） | 8     | 5     | 5     | 25.6（7人）    | 2着  | 3:34.4               | -0.4 | 星野忍   | 59          | パンフレット           |
| 0000.02.09 | 東京   | 東京障害特別（春） |      | 障3300m（良） | 12    | 2     | 2     | 08.4（5人）    | 1着  | 3:40.2               | -0.6 | 大江原哲 | 57          | （ワカタイショウ）     |
| 0000.03.09 | 中京   | 中京障害S（春）    |      | 障3600m（重） | 10    | 8     | 10    | 04.9（3人）    | 3着  | 4:03.0               | -1.4 | 大江原哲 | 60          | メジロワース           |
| 0000.04.06 | 中山   | 中山大障害（春）   |      | 障4100m（良） | 6     | 4     | 4     | 07.4（3人）    | 2着  | 4:38.2               | -0.1 | 大江原哲 | 59          | シンコウアンクレー     |
| 0000.09.22 | 中山   | 障害4歳上オープン  |      | 障3200m（良） | 6     | 1     | 1     | 05.9（4人）    | 1着  | 3:36.7               | -0.3 | 大江原哲 | 60          | （ディビーグロー）     |
| 0000.10.19 | 東京   | 東京障害特別（秋） |      | 障3300m（稍） | 8     | 2     | 2     | 02.4（1人）    | 1着  | 3:43.7               | -0.0 | 大江原哲 | 61          | メジログッテン         |
| 0000.12.21 | 中山   | 中山大障害（秋）   |      | 障4100m（良） | 10    | 8     | 10    | 02.3（1人）    | 2着  | 4:37.4               | -0.2 | 大江原哲 | 59          | シンボリモントルー     |
| 1992.01.18 | 中山   | 障害5歳上オープン  |      | 障3200m（良） | 7     | 7     | 7     | 02.3（2人）    | 2着  | 3:35.2               | -0.5 | 大江原哲 | 62          | ディビーグロー         |
| 0000.02.15 | 東京   | 東京障害特別（春） |      | 障3300m（良） | 10    | 8     | 10    | 04.3（2人）    | 6着  | 3:46.9               | -5.5 | 大江原哲 | 63          | メジログッテン         |
| 0000.03.14 | 阪神   | 阪神障害S（春）    |      | 障3150m（良） | 12    | 7     | 9     | 07.4（5人）    | 9着  | 3:31.4               | -2.9 | 大江原哲 | 63          | ロングアポロン         |
| 0000.04.11 | 中山   | 中山大障害（春）   |      | 障4100m（重） | 8     | 4     | 4     | 04.1（3人）    | 1着  | 4:41.7               | -8.6 | 大江原哲 | 59          | （シンボリモントルー） |
| 0000.12.05 | 中山   | 障害4歳上オープン  |      | 障3200m（良） | 5     | 1     | 1     | 05.0（3人）    | 4着  | 3:34.3               | -1.1 | 大江原哲 | 63          | クリスタルアスター     |
| 0000.12.26 | 中山   | 中山大障害（秋）   |      | 障4100m（良） | 7     | 5     | 5     | 02.6（1人）    | 1着  | 4:38.3               | -0.3 | 大江原哲 | 61          | （クリスタルアスター） |
| 1993.04.10 | 中山   | 中山大障害（春）   |      | 障4100m（良） | 9     | 3     | 3     | 05.0（3人）    | 5着  | 4:41.3               | -2.8 | 大江原哲 | 63          | メジログッテン         |

## 血統表
| シンボリクリエンスの血統        | シンボリクリエンスの血統              | シンボリクリエンスの血統  | （血統表の出典）          | （血統表の出典） |
| 父系                            | リファール系                          | リファール系              | リファール系              | [ § 2 ]          |
| 父 *モガミ Mogami 1976 青鹿毛   | 父の父Lyphard 1969 鹿毛               | Northern Dancer           | Nearctic                  | Nearctic         |
| 父 *モガミ Mogami 1976 青鹿毛   | 父の父Lyphard 1969 鹿毛               | Northern Dancer           | Natalma                   |                  |
| 父 *モガミ Mogami 1976 青鹿毛   | 父の父Lyphard 1969 鹿毛               | Goofed                    | Court Martial             | Court Martial    |
| 父 *モガミ Mogami 1976 青鹿毛   | 父の父Lyphard 1969 鹿毛               | Goofed                    | Barra                     |                  |
| 父 *モガミ Mogami 1976 青鹿毛   | 父の母*ノーラック No Luck 1968 黒鹿毛 | Lucky Debonair            | Vertex                    | Vertex           |
| 父 *モガミ Mogami 1976 青鹿毛   | 父の母*ノーラック No Luck 1968 黒鹿毛 | Lucky Debonair            | Fresh as Fresh            |                  |
| 父 *モガミ Mogami 1976 青鹿毛   | 父の母*ノーラック No Luck 1968 黒鹿毛 | No Teasing                | Palestinian               | Palestinian      |
| 父 *モガミ Mogami 1976 青鹿毛   | 父の母*ノーラック No Luck 1968 黒鹿毛 | No Teasing                | No Fidding                |                  |
| 母 スイートスワニー 1975 黒鹿毛 | 母の父*パーソロン Partholon 1960 鹿毛 | Milesian                  | My Babu                   | My Babu          |
| 母 スイートスワニー 1975 黒鹿毛 | 母の父*パーソロン Partholon 1960 鹿毛 | Milesian                  | Oatflake                  |                  |
| 母 スイートスワニー 1975 黒鹿毛 | 母の父*パーソロン Partholon 1960 鹿毛 | Paleo                     | Pharis                    | Pharis           |
| 母 スイートスワニー 1975 黒鹿毛 | 母の父*パーソロン Partholon 1960 鹿毛 | Paleo                     | Calonice                  |                  |
| 母 スイートスワニー 1975 黒鹿毛 | 母の母スイートピース 1970 鹿毛        | *ステューペンダス         | Bold Ruler                | Bold Ruler       |
| 母 スイートスワニー 1975 黒鹿毛 | 母の母スイートピース 1970 鹿毛        | *ステューペンダス         | Magneto                   |                  |
| 母 スイートスワニー 1975 黒鹿毛 | 母の母スイートピース 1970 鹿毛        | *リアピア                 | Worden                    | Worden           |
| 母 スイートスワニー 1975 黒鹿毛 | 母の母スイートピース 1970 鹿毛        | *リアピア                 | Jennifer                  |                  |
| 母系(F-No.)                     | リアピア系(FN:22-a)                   | リアピア系(FN:22-a)       | リアピア系(FN:22-a)       | [ § 3 ]          |
| 5代内の近親交配                 | Avena 5×5=6.25%（母系内）             | Avena 5×5=6.25%（母系内） | Avena 5×5=6.25%（母系内） | [ § 4 ]          |
| 出典                            | 1. 2. 3. 4.                           | 1. 2. 3. 4.               | 1. 2. 3. 4.               | 1. 2. 3. 4.      |

- 半妹ケイワンハート（父スティールハート）は、東京プリンセス賞とトゥインクルレディー賞の勝ち馬で、ダービーグランプリ2着[10]。